# 马什蒙
马什蒙（法語：Machemont，法語發音：[maʃmɔ̃]）是法国瓦兹省的一个市镇，属于贡比涅区。

## 地理
马什蒙（49°29'48"N, 2°52'26"E）面积6.33 平方千米，位于法国上法蘭西大區瓦兹省，该省份为法国北部内陆省份，北起索姆省，西接厄尔省和滨海塞纳省，南至塞纳-马恩省和瓦兹河谷省，东临埃纳省。
与马什蒙接壤的市镇（或旧市镇、城区）包括：康布罗讷-莱里贝库尔、卡内克唐库尔、舍万库尔、梅利科克、里贝库尔-德雷兰库尔、图罗特。

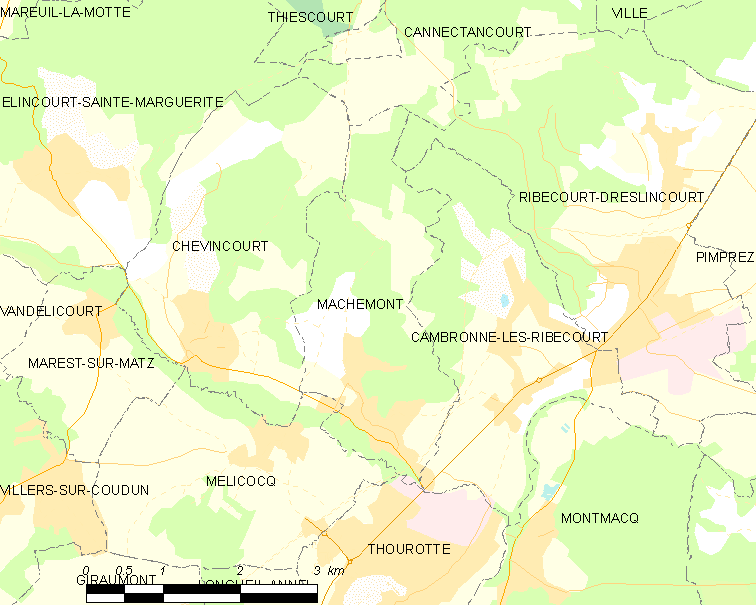
马什蒙的OSM定位图

马什蒙的时区为UTC+01:00、UTC+02:00（夏令时）。

## 行政
马什蒙的邮政编码为60150，INSEE市镇编码为60373。

## 政治
马什蒙所属的省级选区为图罗特县。

## 人口

1962-2008年间马什蒙人口变化图示

马什蒙于2022年1月1日时的人口数量为808人。